# Cheilanthes aurantiaca
Cheilanthes aurantiaca là một loài thực vật có mạch trong họ Adiantaceae. Loài này được (Cav.) T. Moore miêu tả khoa học đầu tiên năm 1857.